# Eiskunstlauf-Weltmeisterschaften 1996
Die 86. Eiskunstlauf-Weltmeisterschaften fanden vom 17. bis 24. März 1996 im Edmonton Coliseum in Edmonton (Kanada) statt.

## Ergebnisse

### Herren
| 1                           | Todd Eldredge            | Vereinigte Staaten     |
| 2                           | Ilja Kulik               | Russland               |
| 3                           | Rudy Galindo             | Vereinigte Staaten     |
| 4                           | Elvis Stojko             | Kanada                 |
| 5                           | Alexei Urmanow           | Russland               |
| 6                           | Wjatscheslaw Sahorodnjuk | Ukraine                |
| 7                           | Éric Millot              | Frankreich             |
| 8                           | Andrejs Vlascenko        | Deutschland            |
| 9                           | Philippe Candeloro       | Frankreich             |
| 10                          | Daniel Hollander         | Vereinigte Staaten     |
| 11                          | Michael Shmerkin         | Israel                 |
| 12                          | Thierry Cerez            | Frankreich             |
| 13                          | Takeshi Honda            | Japan                  |
| 14                          | Cornel Gheorghe          | Rumänien               |
| 15                          | Steven Cousins           | Vereinigtes Königreich |
| 16                          | Dmytro Dmytrenko         | Ukraine                |
| 17                          | Sebastien Britten        | Kanada                 |
| 18                          | Szabolcs Vidrai          | Ungarn                 |
| 19                          | Michael Tyllesen         | Dänemark               |
| 20                          | Neil Wilson              | Vereinigtes Königreich |
| 21                          | Patrick Schmit           | Luxemburg              |
| 22                          | Fabrizio Garattoni       | Italien                |
| 23                          | Robert Grzegorczyk       | Polen                  |
| 24                          | Aljaksandr Muraschka     | Belarus                |
| Kür nicht erreicht          |                          |                        |
| 25                          | Patrick Meier            | Schweiz                |
| 26                          | Guo Zhengxin             | Volksrepublik China    |
| 27                          | Marcus Christensen       | Kanada                 |
| 28                          | Margus Hernits           | Estland                |
| 29                          | Juri Litwinow            | Kasachstan             |
|                             | Florian Tuma (Z)         | Österreich             |
| Kurzprogramm nicht erreicht |                          |                        |
| 31                          | Markus Leminen           | Finnland               |
| 31                          | Radek Horák              | Tschechien             |
| 33                          | Iwan Dinew               | Bulgarien              |
| 33                          | Robert Kazimir           | Slowakei               |
| 35                          | Lee Kyu-hyun             | Südkorea               |
| 35                          | Jan Čejvan               | Slowenien              |
| 37                          | Zoltán Kőszegi           | Ungarn                 |
| 37                          | Ricardo Olavarrieta      | Mexiko                 |
| 39                          | Stephen Carr             | Australien             |
| 39                          | Robert Ward              | Südafrika              |
| 41                          | Jordi Pedro              | Spanien                |
| 41                          | Aramajis Grigorjan       | Armenien               |

- Z = Zurückgezogen

### Damen
| 1                           | Michelle Kwan       | Vereinigte Staaten     |
| 2                           | Chen Lu             | Volksrepublik China    |
| 3                           | Irina Sluzkaja      | Russland               |
| 4                           | Marija Butyrskaja   | Russland               |
| 5                           | Surya Bonaly        | Frankreich             |
| 6                           | Tanja Szewczenko    | Deutschland            |
| 7                           | Midori Itō          | Japan                  |
| 8                           | Tonia Kwiatkowski   | Vereinigte Staaten     |
| 9                           | Julija Worobjowa    | Aserbaidschan          |
| 10                          | Hanae Yokoya        | Japan                  |
| 11                          | Krisztina Czakó     | Ungarn                 |
| 12                          | Olena Ljaschenko    | Ukraine                |
| 13                          | Tatjana Malinina    | Usbekistan             |
| 14                          | Vanessa Gusmeroli   | Frankreich             |
| 15                          | Tara Lipinski       | Vereinigte Staaten     |
| 16                          | Lenka Kulovaná      | Tschechien             |
| 17                          | Julija Lawrentschuk | Ukraine                |
| 18                          | Mojca Kopač         | Slowenien              |
| 19                          | Lucinda Ruh         | Schweiz                |
| 20                          | Lu Meijia           | Volksrepublik China    |
| 21                          | Jennifer Robinson   | Kanada                 |
| 22                          | Stephanie Main      | Vereinigtes Königreich |
| 23                          | Maria Nikitochkina  | Belarus                |
| 24                          | Silvia Fontana      | Italien                |
| Kür nicht erreicht          |                     |                        |
| 25                          | Zuzanna Szwed       | Polen                  |
| 26                          | Marta Andrade       | Spanien                |
| 27                          | Helena Grundberg    | Schweden               |
| 28                          | Sofia Penkowa       | Bulgarien              |
| 29                          | Ivana Jakupčević    | Kroatien               |
| 30                          | Denise Jaschek      | Österreich             |
| Kurzprogramm nicht erreicht |                     |                        |
| 31                          | Alma Lepina         | Lettland               |
| 31                          | Miriam Manzano      | Australien             |
| 33                          | Choi Hyung-kyung    | Südkorea               |
| 33                          | Véronique Fleury    | Frankreich             |
| 35                          | Marta Chisu         | Rumänien               |
| 35                          | Shirene Human       | Südafrika              |
| 37                          | Ja-Lin Weng         | Chinesisch Taipeh      |

### Paare
| Platz | Sportler                                  | Land                   |
| ----- | ----------------------------------------- | ---------------------- |
| 1     | Marina Jelzowa / Andrei Buschkow          | Russland               |
| 2     | Mandy Wötzel / Ingo Steuer                | Deutschland            |
| 3     | Jenni Meno / Todd Sand                    | Vereinigte Staaten     |
| 4     | Jewgenija Schischkowa / Wadim Naumow      | Russland               |
| 5     | Oxana Kasakowa / Artur Dmitrijew          | Russland               |
| 6     | Kyoko Ina / Jason Dungjen                 | Vereinigte Staaten     |
| 7     | Kristy Sargeant / Kris Wirtz              | Kanada                 |
| 8     | Michelle Menzies / Jean-Michel Bombardier | Kanada                 |
| 9     | Olena Biloussiwska / Sergei Potalov       | Ukraine                |
| 10    | Shelby Lyons / Brian Wells                | Vereinigte Staaten     |
| 11    | Sarah Abitbol / Stéphane Bernadis         | Frankreich             |
| 12    | Danielle McGrath / Stephen Carr           | Australien             |
| 13    | Dorota Zagorska / Mariusz Siudek          | Polen                  |
| 14    | Silvia Dimitrov / Rico Rex                | Deutschland            |
| 15    | Shen Xue / Zhao Hongbo                    | Volksrepublik China    |
| 16    | Lesley Rogers / Michael Aldred            | Vereinigtes Königreich |
| 17    | Marina Chalturina / Andrej Krukow         | Kasachstan             |
| 18    | Line Haddad / Sylvain Privé               | Frankreich             |
| 19    | Elaine Asanakis / Joel McKeever           | Griechenland           |
| 20    | Veronika Joukalová / Otto Dlabola         | Tschechien             |
| 21    | Anna Kaverzina / Gennadi Emelianenko      | Belarus                |
| 22    | Jekaterina Nekrassova / Valdis Mintals    | Estland                |
| 23    | Olga Bogouslavska / Juri Salmonov         | Lettland               |

### Eistanz
| 1                           | Oxana Grischtschuk / Jewgeni Platow       | Russland               |
| 2                           | Anschelika Krylowa / Oleg Owsjannikow     | Russland               |
| 3                           | Shae-Lynn Bourne / Victor Kraatz          | Kanada                 |
| 4                           | Marina Anissina / Gwendal Peizerat        | Frankreich             |
| 5                           | Irina Romanova / Igor Yaroshenko          | Ukraine                |
| 6                           | Irina Lobatschowa / Ilja Awerbuch         | Russland               |
| 7                           | Elizabeth Punsalan / Jerod Swallow        | Vereinigte Staaten     |
| 8                           | Margarita Drobiazko / Povilas Vanagas     | Litauen                |
| 9                           | Kateřina Mrázová / Martin Šimeček         | Tschechien             |
| 10                          | Barbara Fusar-Poli / Maurizio Margaglio   | Italien                |
| 11                          | Sylwia Nowak / Sebastian Kolasiński       | Polen                  |
| 12                          | Elizaveta Stekolnikova / Dmitri Kazarlyga | Kasachstan             |
| 13                          | Kati Winkler / René Lohse                 | Deutschland            |
| 14                          | Renee Roca / Gorsha Sur                   | Vereinigte Staaten     |
| 15                          | Chantal Lefebvre / Michel Brunet          | Kanada                 |
| 16                          | Nakako Tsuzuki / Juris Razgulajevs        | Japan                  |
| 17                          | Marika Humphreys / Phillip Askew          | Vereinigtes Königreich |
| 18                          | Allison McLean / Konrad Schaub            | Australien             |
| 19                          | Elena Hruschyna / Ruslan Hontscharow      | Ukraine                |
| 20                          | Barbara Piton / Alexandre Piton           | Frankreich             |
| 21                          | Agnes Jacquemard / Alexis Gayet           | Frankreich             |
| 22                          | Šárka Vondrková / Lukáš Král              | Tschechien             |
| 23                          | Galit Chait / Sergei Sachnowski           | Israel                 |
| 24                          | Enikő Berkes / Endre Szentirmai           | Ungarn                 |
| Kür nicht erreicht          |                                           |                        |
| 25                          | Cornelia Diener / Alexei Pospelov         | Schweiz                |
| 26                          | Barbara Lynn Hanley / Vassil Serkov       | Estland                |
| 27                          | Yuh-Shen Lai / Wei-Wen Lai                | Chinesisch Taipeh      |
| 28                          | Kaho Koinuma / Tigran Arakelian           | Armenien               |
| 29                          | Chantal Loyer / Justin Bell               | Australien             |
| 30                          | Katri Kuusnuemi / Jamie Walker            | Finnland               |
| Originaltanz nicht erreicht |                                           |                        |
| 31                          | Maikki Uotila / Toni Mattila              | Finnland               |
| 32                          | Anna Mosenkova / Dmitri Kurakin           | Estland                |
| 33                          | Kim Hee-jin / Kim Hyun-chul               | Südkorea               |

## Medaillenspiegel
| Platz | Land                | Gold | Silber | Bronze | Gesamt |
| ----- | ------------------- | ---- | ------ | ------ | ------ |
| 1     | Russland            | 2    | 2      | 1      | 5      |
| 2     | Vereinigte Staaten  | 2    | –      | 2      | 4      |
| 3     | Deutschland         | –    | 1      | –      | 1      |
| 3     | Volksrepublik China | –    | 1      | –      | 1      |
| 5     | Kanada              | –    | –      | 1      | 1      |